# Olympische Sommerspiele 1948/Teilnehmer (Malta)
| Gelbes Symbol für Goldmedaillen mit stilisierten Olympischen Ringen | Graues Symbol für Silbermedaillen mit stilisierten Olympischen Ringen | Braundes Symbol für Bronzemedaillen mit stilisierten Olympischen Ringen |
| ------------------------------------------------------------------- | --------------------------------------------------------------------- | ----------------------------------------------------------------------- |
| —                                                                   | —                                                                     | —                                                                       |

Malta nahm an den Olympischen Sommerspielen 1948 in London mit einem Sportler teil. Es war die dritte Teilnahme Maltas an Olympischen Sommerspielen.

## Teilnehmer nach Sportarten

### Leichtathletik
Laufen und Gehen 
| Athleten      | Wettbewerb | Vorlauf | Vorlauf | Viertelfinale | Viertelfinale | Halbfinale    | Halbfinale    | Finale        | Finale        | Rang |
| Athleten      | Wettbewerb | Zeit    | Rang    | Zeit          | Rang          | Zeit          | Rang          | Zeit          | Rang          | Rang |
| ------------- | ---------- | ------- | ------- | ------------- | ------------- | ------------- | ------------- | ------------- | ------------- | ---- |
| Herren        |            |         |         |               |               |               |               |               |               |      |
| Nestor Jacona | 100 m      | 11,3 s  | 5       | ausgeschieden | ausgeschieden | ausgeschieden | ausgeschieden | ausgeschieden | ausgeschieden | -    |

## Weblink
- Olympiamannschaft Maltas 1948